# 大蟒蛇 (電影)
《大蟒蛇》（英語：Anaconda）是一部2025年美國動作喜劇恐怖片，由湯姆·葛米根（Tom Gormican）執導並與凱文·艾頓合作編劇，《大蟒蛇》系列電影的第六部作品，1997年電影《大蟒蛇：神出鬼沒》的重啟。主演陣容包括傑克·布萊克、保羅·路德、賽爾頓·梅羅、丹妮拉·梅爾基奧、譚蒂·紐頓、史提夫·扎恩和愛歐尼·思凱。
《大蟒蛇》預定2025年12月25日在美國上映。

## 演員
- 傑克·布萊克飾演道格·麥卡利斯特（Doug McCallister）
- 保羅·路德飾演小羅納·「格里夫」·格里芬（Ronald Griffen "Griff" Jr）
- 賽爾頓·梅羅（英语：Selton Mello）飾演聖地牙哥·布拉加（Santiago Braga）
- 丹妮拉·梅爾基奧飾演安娜·阿爾梅達（Ana Almeida）
- 譚蒂·紐頓飾演克萊兒·西蒙斯（Claire Simons）
- 史提夫·扎恩飾演肯尼·泰倫特（Kenny Trent）
- 愛歐尼·思凱（英语：Ione Skye）飾演瑪莉·麥卡利斯特（Malie McCallister）

## 製作
2020年1月24日，哥倫比亞影業宣布正在重啟1997年邪典電影《大蟒蛇：神出鬼沒》，伊凡·道格提將負責編寫劇本。2023年3月，湯姆·葛米根（Tom Gormican）將擔任導演。2024年8月，傑克·布萊克及保羅·路德被選為主角，葛米根確定執導電影並與凱文·艾頓合作編劇。9月，丹妮拉·梅爾基奧被選角。2025年1月，譚蒂·紐頓、史提夫·扎恩、賽爾頓·梅羅與愛歐尼·思凱加入演出陣容，當月在澳大利亞展開主要拍攝。

## 發行
《大蟒蛇》預定2025年12月25日在美國上映。

## 外部連結
- 互联网电影数据库（IMDb）上《大蟒蛇》的资料（英文）